# Robert Hepple
Robert Hepple (18 tháng 1 năm 1898 – 1970) là một cầu thủ bóng đá người Anh từng thi đấu ở vị trí tiền vệ chạy cánh.

## Sự nghiệp
Sinh ra ở Mickley, Northumberland, Hepple ký hợp đồng với Bradford City vào tháng 5 năm 1920 sau khi chơi bóng ở các nơi nhỏ, và rời câu lạc bộ vào tháng 6 năm 1921 để đầu quân cho Reading. Trong thời gian với Bradford City ông có 3 lần ra sân ở Football League.